# Franz Berwald
Franz Berwald (ur. 23 lipca 1796 w Sztokholmie, zm. 3 kwietnia 1868 tamże) – szwedzki kompozytor, skrzypek i altowiolista.

## Życiorys
Ukończył studia muzyczne w Sztokholmie. W latach 1812–1828 był członkiem królewskiej kapeli dworskiej. Koncertował jako skrzypek w krajach europejskich. Od roku 1829 przebywał w Berlinie, od 1841 – w Wiedniu, a od 1842 ponownie w Szwecji. W 1846 został członkiem honorowym Mozarteum, a w 1864 – członkiem Szwedzkiej Królewskiej Akademii Muzycznej. Od 1867 był profesorem konserwatorium w Sztokholmie.
Jest uznawany za jednego z najwybitniejszych kompozytorów szwedzkich XIX wieku. Tworzył pierwsze w Szwecji utwory symfoniczne. Wypracował własny, oryginalny styl, pomimo silnych wpływów muzyki Ludwiga van Beethovena i wczesnych romantyków niemieckich. Stworzył 6 symfonii, koncerty skrzypcowe, koncert fortepianowy, kantaty, opery i operetki, a także inne utwory orkiestrowe. Jego działalność kompozytorska obejmuje także utwory kameralne, fortepianowe czy organowe.